# Нарынкольский сельский округ
Нарынкольский сельский округ (каз. Нарынқол ауылдық округі) — административная единица в составе Райымбекского района Алматинской области Казахстана. Административный центр — Нарынкол.
Население — 8008 человек (2009; 9158 в 1999).

## Административное устройство
| Населённый пункт | Население, лиц (1999) | Население, лиц (2009) |
| ---------------- | --------------------- | --------------------- |
| Костобе, село    | 342                   | ▼277                  |
| Нарынкол, село   | 8816                  | ▼7731                 |